# Salvador Noguera Grau
Salvador Noguera Grau (ca. 1705-1768) fue un compositor y cantante valenciano que ejerció los cargos de maestro de capilla en la Iglesia de San Juan del Mercado, maestro interino en la capilla de música del Real Colegio Seminario del "Corpus Christi" de Valencia y se estableció como contralto en dicha capilla tras el nombramiento de Manuel Just. Noguera permanecería allí hasta su muerte acontecida en 1768.

## Biografía
Noguera nace en Valencia en torno a 1705, fecha que establece José Climent, hijo de Salvador Noguera y Melchora Grau, pasa a formar parte de la Catedral de Valencia como infantillo en 1715:
Salvador Noguera Infantillo fill de Salvador Noguera y Melchiora Grau de Valencia. Comensa a cantar y guañar a 22 de Abril 1715. Segons relacio que ha fet lo Mestre de Ceremonies.
Su educación corrió a cargo de Pere Rabassa, maestro de capilla por aquel entonces, que ejerció gran influencia sobre Noguera. En 1720 ascendió a mozo de coro y en 1721 pasó a ser acólito tras la marcha de Luis López a la Iglesia de San Martín. Salvador Noguera abandona la Catedral para ejercer de maestro de capilla en la Iglesia de San Juan del Mercado en 1729, donde permanecería hasta 1743.  De este periodo se conservan 14 obras en los archivos de la Catedral de Valencia y el Real Colegio Seminario del "Corpus Christi", donde se incluyen obras en latín y en lengua vernácula.
En 1743 Salvador Noguera pasa a formar parte de la capilla de música del Real Colegio Seminario del "Corpus Christi", donde ejercerá de maestro de capilla interino a pesar de que su plaza es de contralto. Esta situación continuaría hasta 1750, cuando Manuel Just es nombrado maestro de capilla. En el siguiente documento se recoge la llegada de Noguera a la capilla:
Miércoles a 25 de Sett[iembre] 1743. Haviéndo el S[eñor] Retor el D[octor] Vicente Marcilla mandado convocar para el Apos.to Retoral a los Electores de las Capellanías, propuso, que Mn. Salvador Noguera M[aestr]º de Capilla de S. Juan deseaba servir en esta Capilla a este N[uestro] Colegio con una de las Capellanías segundas, y considerando la falta que havía en la Capilla de contralto, y que la voz de otr[ora] pretendiente era muy buena, y la destreza grande le parecía muy conveniente, y necesario dispensar los Edictos, pues solo havía en el coro un contralto que podía cantar; husando de la facultad que n[uest]ro R[ect]or, y  S[eñor] da en sus Loables constituciones, a cuya propuesta haderiendo todos determinaron la dispensación, y nombraron c[omo] examinador a Mn. Fran[cis]co Vicente Organista capellan 1º y lo firmaron.
Jueves a 26 de Sett[iembre] 1743. Juntos los Clerigos Electores en el Aposento Re[c]toral de este N[uestro] Colegio, precediendo convocación hecha por Victoriano Fraig portero de la Capilla de este otr[ora] N. Colegio, y demás requisitos necessarios, según Constituciones, y mandatos de Jesuitas provehieron en la Persona de Mn. Salvador Noguera Pbro. una Capellanía Segunda, imponiéndole la obligación de cantar todo aquello, en que otro N[uestro] Colegio le empleare. Entró a residir en el coro otro día por la mañana.
De este periodo se conservan en el archivo del Real Colegio Seminario del "Corpus Christi" 9 obras, todas ellas en latín. Finalmente Salvador Noguera muere en Valencia en 1768, quedando constancia en los escritos del Colegio:
Murió M[osé]n. Salvador Noguera Domingo a 5 de Junio 1768 entre 5 y 6 de la mañana, y fue enterrado Lunes a 6 de Junio entre 7 y 8 de la mañana, y por ser Octava del Corpus se le cantó la Missa de Cuerpo presente en la Capilla de la Purissima.